# Gabin (gruppo musicale)
I Gabin sono un gruppo musicale nu jazz italiano nato nel 2001 e formato da Massimo Bottini e Filippo Clary.

## Storia
Hanno debuttato discograficamente nel 2002 con l'album Gabin, dal quale sono estratti singoli come Sweet Sadness, La maison e Doo uap, doo uap, doo uap, quest'ultimo di grande successo commerciale, essendo arrivato quinto nella classifica dei singoli italiana e portato anche al Festivalbar 2002. Il disco e i relativi singoli sono stati pubblicati dall'etichetta discografica EMI. Anche l'album ebbe buon successo, raggiungendo la nona posizione della classifica.
Nel 2004 hanno pubblicato un secondo album, Mr. Freedom, accompagnato da un omonimo singolo e pubblicato ancora una volta per la EMI. Questo singolo è stato utilizzato come colonna sonora per i film I fantastici quattro (2005) e Sex Movie in 4D (2008).
Il 5 marzo 2010 è uscito il loro terzo album, Third and Double, costituito da due CD, uno interamente interpretato e gestito da Clary e l'altro interamente interpretato e gestito da Bottini, pubblicato per la Universal. È stato anticipato dal singolo Lost and Found, brano al quale ha partecipato Mia Cooper per la parte vocale.

## Discografia

### Album
- 2002 - Gabin
- 2004 - Mr. Freedom
- 2010 - Third and Double
- 2012 - The First Ten Years (raccolta)
- 2012 - Tad / Replay
- 2014 - Soundtrack System (A Modern Collection Of Sound And Suggestion For Imagined Films)

### Singoli
- 2002 - Doo uap, doo uap, doo uap
- 2002 - Une Histoire D'Amour
- 2002 - Sweet Sadness
- 2003 - La maison
- 2004 - Mr.Freedom
- 2010 - Lost and Found
- 2010 - The Alchemist
- 2010 - Lies  (feat. Chris Cornell)